# The Killing Time

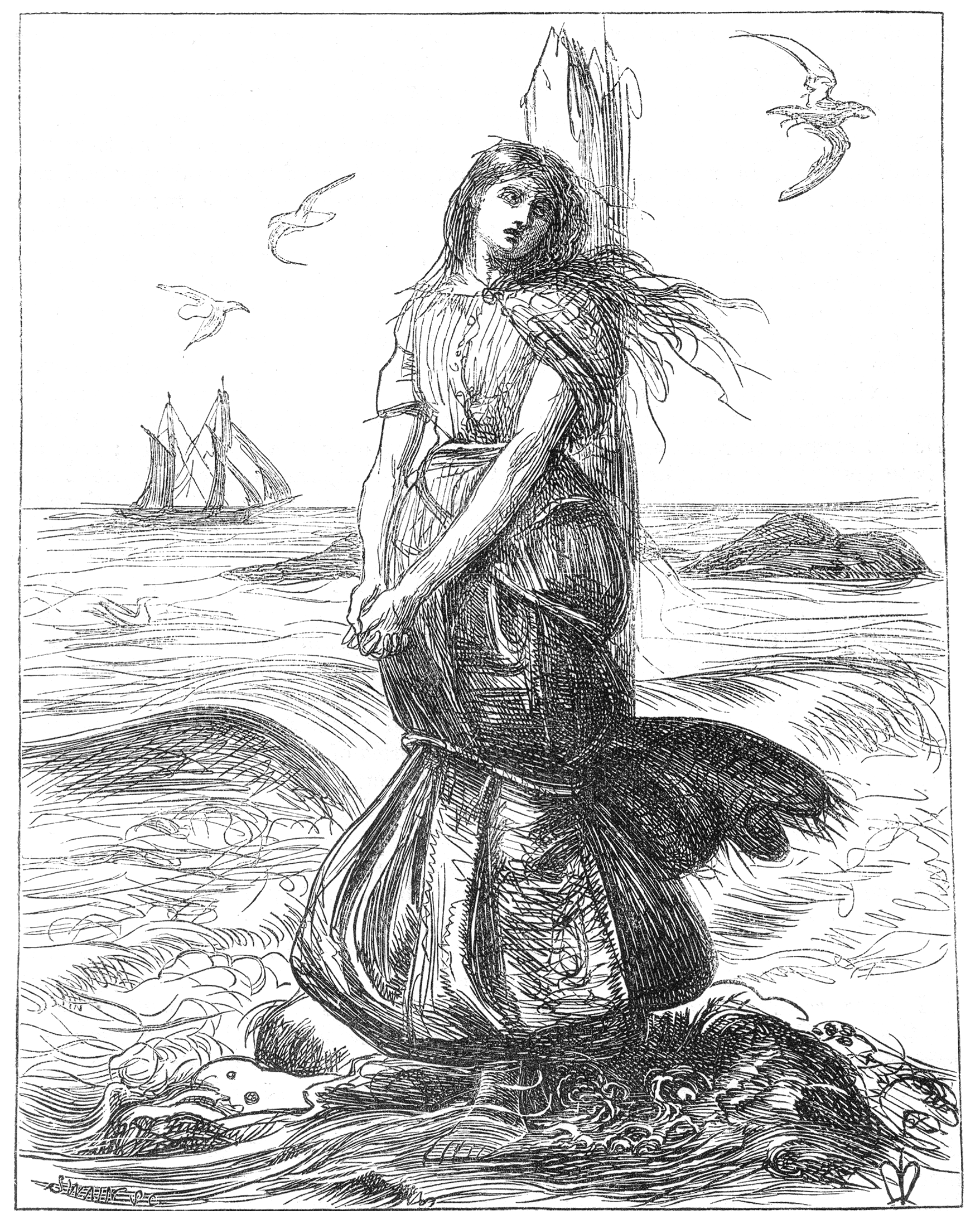
Margaret Wilson, martyre presbytérienne

Pour le film, voir L'Heure du crime (film, 1987).
The Killing Time est le nom familier donné par l’historien Robert Wodrow à une période de conflits de l’histoire de l'Écosse entre 1680 et 1688. La confrontation opposa le mouvement presbytérien covenantaire, largement implanté dans le sud du pays, aux forces du gouvernement du roi Charles II et de son successeur, le roi Jacques II.

## Histoire
Peu de temps après la Restauration, l’institution épiscopale fut réintroduite au sein de l’Église d'Écosse, rétablissant la situation telle qu’elle existait avant l’expulsion des évêques par l’Assemblée générale de Glasgow de 1638, et renversant le pouvoir presbytérien en place que soutenaient les covenantaires. Le clergé eut le choix entre accepter le nouvel état de fait ou perdre sa situation. Quoique la plupart choisirent de plier, environ un tiers des clercs refusèrent, beaucoup abandonnant leur paroisse plutôt que d’attendre d’en être expulsés par le gouvernement. La plupart de ces vacances eurent lieu dans le sud-ouest de l’Écosse, une région particulièrement marquée par ses sympathies covenantaires. Certains prêtres allèrent jusqu’à prêcher dans des réunions à ciel ouvert, attirant souvent des milliers de fidèles. 
Dans les années qui suivirent, les Stuart, inquiets des possibilités de désordre et de rébellion, et contrariés par les covenantaires qui avaient conditionné leur soutien à Charles II durant la guerre civile au maintien du presbytérianisme en Écosse, cherchèrent à éradiquer ce mouvement, avec des degrés de succès divers. Des amendes furent imposées à ceux qui n’assistaient pas aux offices dans des églises avalisées par le gouvernement, la peine de mort décrétée à l’encontre de ceux qui prêcheraient lors de conventicules en plein air, la torture de suspects devint une tactique de premier plan, des milliers de highlanders furent invités à piller les comtés des covenantaires. Au cours d'une de ces attaques, une vieille femme de 68 ans fut même attachée à un pieu sur le rivage de façon que, la marée montant, elle se noyât lentement. Ces politiques suscitèrent des rébellions armées en 1666 et 1679, qui furent rapidement réprimées. Ceci amena à de nouvelles manifestations des divergences d’opinion, telles que la déclaration de Sanquhar de 1680, lue à Sanquhar par le révérend Richard Cameron, qui proclamait renoncer à toute allégeance à la couronne.
En réponse à ce nouvel élément de sédition politique flagrante, le Conseil privé écossais autorisa les exécutions extra-judiciaires de tout individu pris en armes, ou qui refuseraient de jurer loyauté au roi. Le covenantaire John Brown fut sommairement exécuté en 1685 pour ce motif. Les persécutions contre les covenantaires prirent fin après l'arrivée sur le trône d'Angleterre d'un souverain hollandais lors de la Glorieuse Révolution de 1688.
Cette période fut par la suite nommée the Killing Time par Robert Wodrow dans son Histoire des souffrances de l’Église d’Écosse de la Restauration à la Révolution (en anglais : The History of the Sufferings of the Church of Scotland from the Restoration to the Revolution) qu’il publia en 1721-1722. C’est une part importante du martyrologe de l’Église d’Écosse.

## Source
- (en) Cet article est partiellement ou en totalité issu de l’article de Wikipédia en anglais intitulé « The Killing Time » (voir la liste des auteurs).